# إصدار اليخت (طابع)
كان إصدار اليخت عبارة عن سلسلة من طوابع البريد، تحمل صورة يخت القيصر الألماني، إس إم واي هوهنزولرن الثاني، والتي استُخدمت في جميع مستعمرات ألمانيا في الخارج. ولقد أُنتجت ملايين الطوابع، وكانت الوسيلة الرئيسية لدفع رسوم البريد لجميع ممتلكات الإمبراطورية الألمانية في الخارج خلال الفترة من 1900 إلى 1915. كانت المستعمرات الألمانية في ذلك الوقت هي ساموا الألمانية، وخليج كياوتشو، وتوغولاند، والكاميرون، وغينيا الجديدة الألمانية، وجنوب غرب أفريقيا الألمانية، وشرق أفريقيا الألمانية.

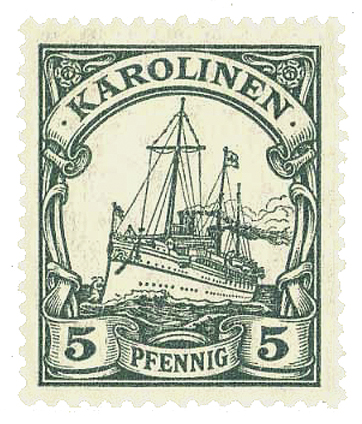
طابع بريدي لجزر كارولين الألمانية - إصدار اليخت عام 1900

## التاريخ

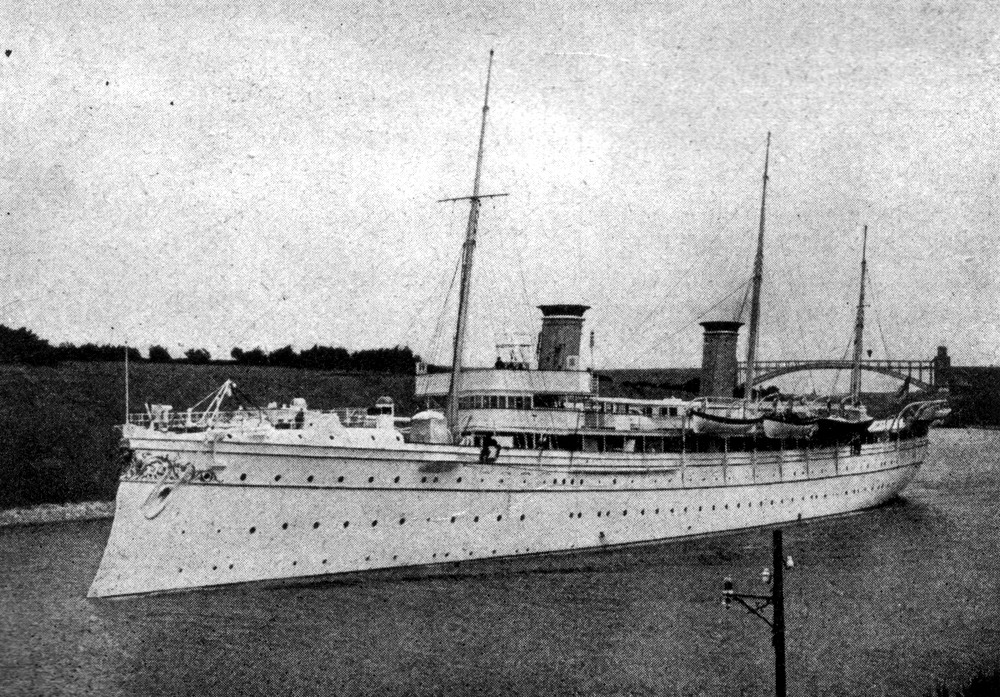
SMY Hohenzollern II في عام 1902.

استحوذ على جميع المستعمرات الألمانية بين عامي 1884 و1899. التي تنتمي إلى الاتحاد البريدي العالمي، وكانت تستخدم نفس أسعار البريد المعمول بها في الإمبراطورية الألمانية القارية. في البداية، استُخدمت طوابع إمبراطورية عادية من البر الرئيسي، ولم يكن يُكشف عن استخدامها الاستعماري إلا بعلامات أختام الإلغاء الخاصة بها؛ لاحقًا، طُبعت أسماء المستعمرات الفردية بطبعة إضافية على الطوابع العادية قبل البيع. في عام 1900، صدر تصميم جديد للطوابع للاستخدام العالمي في جميع المستعمرات.
صدرت طوابع "اليخت" لأول مرة عام 1900، وظل التصميم البريدي القياسي لجميع بريد المستعمرات الألمانية حتى فترة وجيزة بعد اندلاع الحرب العالمية الأولى. بحلول منتصف عام 1915، استسلمت جميع المستعمرات الألمانية لقوات الحلفاء، ومعها إداراتها البريدية. طُبعت الطوابع الألمانية المصادرة، وجميعها تقريبًا من طراز "يخت"، بأسماء وأسعار جديدة لاستخدام الحلفاء في زمن الحرب. وهكذا، استمرت طوابع "اليخت" في الخدمة طوال سنوات الحرب، على عكس يخت القيصر نفسه الذي سُحب من الخدمة في يونيو 1914.

## الطباعة

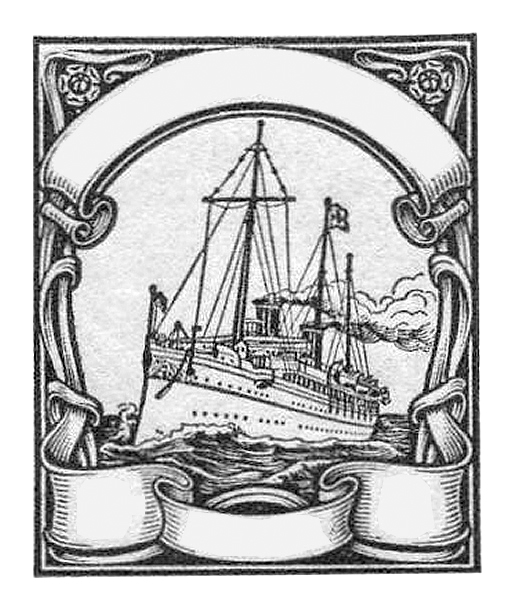
ألمانيا - تصميم طابع بريدي قياسي، إصدار اليخت حوالي عام 1900، كانت تُطبع وتُحفظ هذهِ الطوابع الفارغة، ثم يُطبع النص فوقها لاحقًا

طُبعت إصدارات طوابع اليخوت الفردية من ألواح طباعة رئيسية فارغة في اللفائف المحيطة بالتصميم. وكان من الممكن نقش الأسماء والأسعار على هذه "الطوابع الرئيسية" حسب الحاجة. وفي بعض الأحيان، كانت تُطبع وتُحفظ الطوابع الفارغة، ثم يُطبع النص فوقها لاحقًا. على الألواح المحفورة بالكامل، يتطابق لون النص مع لون التصميم، بينما تُطبع الطوابع الفارغة فوقها بحبر أسود داكن.
أُجريت الطباعة بطريقة النقش الغائر، والتي تطلبت ترطيب الورق قبل الطباعة. بعد اكتمال عملية التجفيف، كان الانكماش غير المنتظم للورق يُسبب أحيانًا اختلافًا طفيفًا في أحجام تصاميم الطوابع النهائية. لم تكن الطباعات المبكرة تحمل علامة مائية، ولكن منذ عام 1905 فصاعدًا، وُضعت العلامة المائية التقليدية "المعينة" على ظهر الورق.

## روابط خارجية
- طوابع اليخوت في جزر مارشال